# Kummerowia stipulacea
Kummerowia stipulacea là một loài thực vật có hoa trong họ Đậu. Loài này được (Maxim.) Makino miêu tả khoa học đầu tiên.

## Hình ảnh

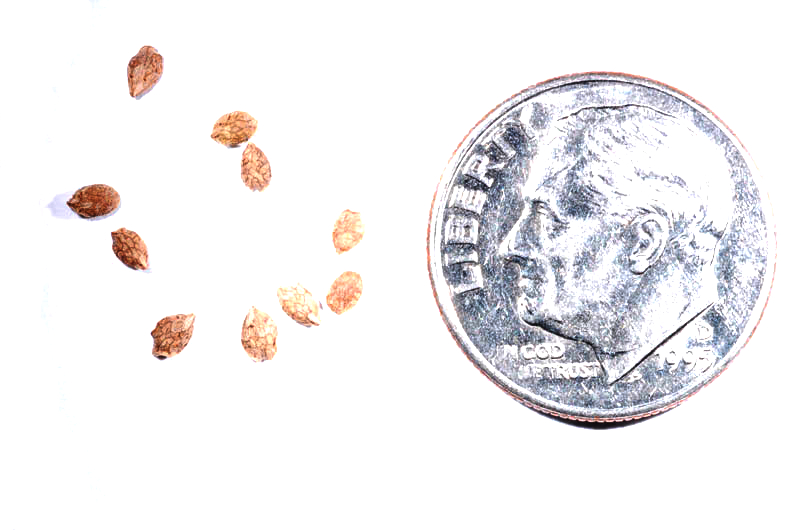